# 알 하캄 2세

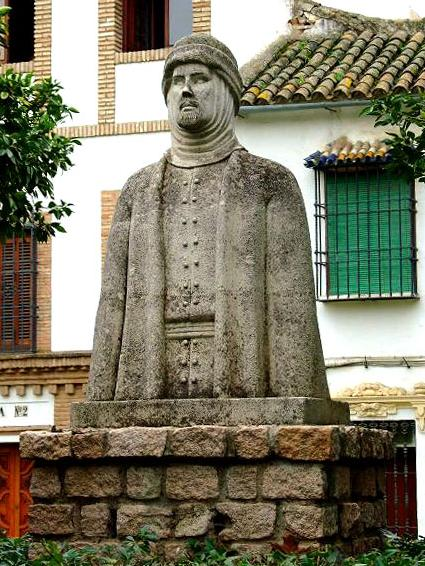

알 하캄 2세(Al-Hakam II, 915년 1월 13일 ~ 976년 10월 16일)는 코르도바의 칼리프이다. 알안달루스에서 제2대 우마이야 코르도바 칼리프이다. 961년부터 976년까지 통치했다. 북이베리아반도의 가톨릭 왕국들과 평화를 유지했으며 이 안정을 이용하여 관개 공사를 통한 농업을 발전시켰다. 거리를 넓히고 시장을 구축함으로써 경제 발전도 장려했다.

## 같이 보기
- 무어인